# Morti nel 1015
| Questa pagina contiene informazioni ricavate automaticamente dalle voci biografiche con l'ausilio del template Bio e di un bot. L'aggiornamento è periodico e automatico e ricostruisce completamente la pagina. Se manca una persona in questa lista, sei pregato di non aggiungerla, ma accertati piuttosto che la sua voce biografica contenga il template Bio e che i dati anagrafici siano correttamente compilati. Se il template Bio manca, inseriscilo tu stesso o, in alternativa, metti l'avviso {{tmp\|Bio}} che ne segnala la mancanza. Se i dati riportati sono sbagliati, correggi direttamente la voce biografica; le modifiche saranno visibili in questa lista entro pochi giorni. Per chiarimenti vedi il progetto biografie. La lista contiene solo le 16 persone che sono citate nell'enciclopedia e per le quali è stato implementato correttamente il template Bio. Pagina aggiornata al 10 feb 2025. |

- 5 febbraio - Adelaide di Vilich, badessa e santa tedesca
- 13 febbraio - Gilberto di Meaux, vescovo e santo francese
- 22 aprile - Rotboldo III di Provenza, marchese
- 28 aprile - Megingaudo di Eichstätt, vescovo cattolico tedesco
- 14 maggio - Berta degli Obertenghi, nobile italiana
- 15 luglio - Vladimir I di Kiev, santo russo
- 24 luglio - Boris e Gleb, russo
- 1º settembre - Gero II, nobile tedesco
- 12 settembre - Lamberto I di Lovanio, nobile fiammingo (n. 950)
- 11 novembre - Al-Sharif al-Radi, teologo e giurista arabo (n. 970)
- 14 dicembre - Arduino d'Ivrea, marchese
- 24 dicembre - Megingaudo di Treviri, arcivescovo cattolico tedesco
- Ernesto I di Svevia, nobile tedesco
- Gavril Radomir, sovrano bulgaro
- Goffredo di Brionne, nobile normanno
- Æthelmær il Robusto, nobile inglese